# Andrzej Świetlik
Andrzej Świetlik (ur. 1951 w Złotowie) – polski fotografik, wykładowca.

## Życiorys
Absolwent Akademii Sztuk Pięknych w Warszawie. W 1978 zdał egzamin w Związku Polskich Artystów Fotografików (ZPAF) i odebrał dyplom. Od 2013 wykładowca fotografii w Wyższej Szkole Informatyki Stosowanej i Zarządzania w Warszawie na kierunku Grafika. 
W 1979 współtworzył (wraz z Andrzejem Kwietniewskim, Adamem Rzepeckim, Markiem Janiakiem oraz Andrzejem Wielogórskim) awangardowo-anarchistyczną grupę artystyczną Łódź Kaliska. Jednym spośród ich projektów jest new pop, czyli "upiększanie sztuki". Uczestniczył w ponad 350 wystawach tej grupy.
Zajmuje się fotografią artystyczną, reklamową, użytkową i prasową. Głównym tematem jego zdjęć jest człowiek – od portretu, poprzez akt, aż po artystyczną impresję. Fotografował osoby świata nauki, kultury, sztuki i polityki m.in. Grzegorza Ciechowskiego, Korę, Czesława Niemena, Stanisława Sojkę, Justynę Steczkowską, Marka Grechutę, Edytę Geppert, Adama Nowaka, Gerarda Depardieu, Johna Cleese, Danny'ego DeVito, Wojciecha Smarzowskiego, Marcina Dorocińskiego, Ryszarda Kapuścińskiego, Zbigniewa Brzezińskiego, Jacka Kuronia, ks. Adama Bonieckiego, Zbigniewa Religę. Fotografie autorstwa Świetlika są także na ok. 50 okładkach płyt, m.in.: Obywatel G.C. „Obywatel świata”, Republika „1991”, Maanam „Derwisz i Anioł”, Edyta Geppert „Historie prawdziwe” czy Justyna Steczkowska „Dziewczyna Szamana” oraz na wielu plakatach. Współpracuje z wydawnictwami krajowymi i zagranicznymi. Autor wielu wystaw, a w tym: Portrety świetliste, Ciszej nieco, Jak dzieci oraz Nadziei pięć.
Członek ZPAF.
W 2020 otrzymał nagrodę ZAiKS-u w dziedzinie sztuk wizualnych. 13 czerwca 2025 otrzymał tytuł Honorowego Obywatela Miasta Złotowa.